# Боршини
Боршини (пол. Borszyny) — село в Польщі, у гміні Барцяни Кентшинського повіту Вармінсько-Мазурського воєводства.
У 1975-1998 роках село належало до Ольштинського воєводства.